# Fazenda Barranco Vermelho
Fazenda Barranco Vermelho é um fazenda histórica brasileira, surgida na década de 1930, e situada nas proximidades de Cáceres.
A fazenda foi a sede, de 1945 a 1975, da Cooperativa Pastoril Barranco Vermelho Ltda., direcionada à produção de charque. A fazenda tornou-se posteriormente um espaço de alojamento turístico, especialmente procurado a pesca esportiva.

Na fazenda, na margem do Rio Paraguai, localiza-se um sítio arqueológico catalogado pelo Instituto do Patrimônio Histórico e Artístico Nacional (IPHAN). Os artefatos no sítio são de grupos indígenas, populosos na fundação de Cáceres no século XVIII, com o nome original Villa Maria do Paraguay. O tipo de vestígio catalogado remete às tradições ceramistas Descalvado e Pantanal.